# La Nuit des clochards vivants
La Nuit des clochards vivants (Night of the Living Homeless en VO) est le septième épisode de la onzième saison de la série animée South Park, ainsi que le 160e épisode de l'émission.
Le titre fait référence aux sans-abri. Deux intrigues se réunissent à la fin. Stan, Kyle, Cartman et Kenny tiennent la vedette. Randy, Gerald, Linda et Stephen Stotch ainsi que Jimbo bénéficient d'un rôle prépondérant et un personnage récurrent trouve une mort certaine.

## Résumé
Des clochards envahissent le terrain de basket où les enfants voulaient jouer. Kyle dit vouloir faire quelque chose pour résoudre ce problème, mais la solution de Cartman consiste à réunir les enfants de la ville autour du terrain et de sauter en skate au-dessus d'un sans-abri, le tout commenté par Butters et mis en musique par Jimmy. Stan dit alors que Kyle a eu une super idée. Kyle rétorque que ce n'était pas son idée. Le conseil municipal se réunit pour travailler au problème des sans-abri. Il s'avère que tout le monde pense que les sans-abri ne sont pas des hommes mais des monstres. La mère de Wendy Testaburger s'indigne des réactions de Randy Marsh et Ryan Valmer. Un spécialiste indique qu'il ne faut rien leur donner, sinon, ils demanderont plus.
Mais chez lui, Kyle est de plus en plus peiné par un clochard qui traîne devant chez lui. Il décide de lui donner 20 dollars (environ 15 euros). En guise de remerciement, le sans-abri en demande plus et continue de mendier. Le lendemain il y a encore plus de clochards devant chez Kyle. La situation devient insoutenable. Cartman accuse Kyle d'avoir aidé un sans-abri et étaie son accusation en démontrant que donner de l'argent aux clochards ne fait que les attirer un peu plus. Mais Kyle est persuadé qu'il y a une autre raison. Cartman est embêté car il ne peut pas sauter par-dessus plus de trois clochards sous peine de risquer sa vie.
Peu après Randy est coincé par une bande de clochards, et il doit se réfugier dans le centre communal où se trouvent déjà Gerald Broflovski, Stephen et Linda Stotch ainsi que Jimbo. Les clochards n'ont de cesse de demander une petite pièce. Coincés sur le toit, les cinq adultes sont dans une situation critique. Les infos relaient la nouvelle, et les enfants s'aperçoivent que leurs familles sont coincées. Ils sont récupérés par Ted, l'un des deux assistants de Mme Mc Daniels, qui les prend en voiture mais décède plus tard lors d'un crash. Les enfants, abasourdis par le chaos qui règne à South Park, prennent la voie des égouts. Les adultes s'inquiètent. Gerald décide de descendre afin de trouver un bus pour quitter la ville mais il se retrouve rapidement entouré par les sans-abri. Il trouve le moyen de les distraire en jetant tout l'argent qu'il avait sur lui mais, ce faisant, il se retrouve sans le sou et est contraint de demander à son tour, une petite pièce.
La nuit les enfants se rendent chez le spécialiste présent au conseil. Cartman pense pouvoir sauter tous les clochards mais il lui faut sauter du haut des toits. Kyle est exaspéré, il dit que Cartman ne peut pas le faire, et Stan lui dit que Cartman peut peut-être le faire. Les enfants se rendent au laboratoire du spécialiste. Il leur montre ses expérimentations (les sans-abri sont des morts-vivants qui ne peuvent vivre qu'en récupérant de la monnaie) et leur conseille de se rendre à Evergreen, ville qui s'est débarrassée des clochards, mais ensuite les clochards entrent dans le labo. Les enfants fuient et l'expert entreprend de se tirer une balle plutôt que de leur donner de l'argent. Toutefois cela va lui prendre plus de temps et plus de balles qu'il ne le pensait... Entretemps les résidents du toit ont accueilli de nouveaux survivants dont Glen qui était présent au conseil.  Glen, parvient à appeler sa femme Mary. Ceux-ci ont perdu leur maison à cause des prix de l'immobilier en forte chute, à la suite de l'arrivée des clochards dans la ville. Peu après, Randy doit tuer Glen qui demande de l'aide financière aux autres résidents du toit.
Au petit matin les enfants arrivent à Evergreen, ville complètement dévastée, et trouvent trois personnes qui les accueillent après avoir été mis au courant qu'Eric Cartman, le sauteur de clochards en skate était parmi eux, même que la légende dit qu'il en a sauté trente. Kyle s'empresse de rappeler qu'il n'en a sauté qu'un, et Stan lui demande d'arrêter de demander à Cartman de le faire (ce qui énerve Kyle). Cartman leur demande de révéler la manière dont ils se sont débarrassés des clochards. En fait les clochards sont arrivés trois mois auparavant, et demandaient de l'argent au point qu'ils pouvaient se loger. Les clochards achetaient des maisons et on ne savait plus qui était sans-abri et qui ne l'était pas. Plus personne ne se faisait confiance et résultat, les gens s'entretuaient, c'était la guerre. Le nommé Denis avoue lui-même avoir été obligé de brûler sa femme dans son sommeil car bien qu'ils vivaient ensemble depuis 20 ans, il a découvert qu'elle était une sans-abri. Kyle découvre une brochure sous leur banc. Il traite alors l'homme de « fils de pute » : Evergreen a en réalité envoyé les sans-abri à South Park par le biais de ces brochures ! Ce n'est donc pas la faute de Kyle. Soudain justement, la femme de Denis, Christine, apparaît des décombres, presque morte, la culotte gracieusement tombée jusqu'aux chevilles, et elle menace les trois hommes. Elle dit ne pas être une sans-abri et est inintelligible parce que le type lui a brulé les lèvres. Finalement, elle tue le type, se fait tuer, dans sa mort tue un autre type qui par réflexe tue celui face à lui. Stan s'inquiète. « Vieux, nos parents sont tout juste aussi cons que ces mecs ! Ca va finir comme ça ! » Mais Kyle a une solution : « Non Kyle ! Cartman ne va pas sauter par-dessus un autre clochard ! » « Putain, c'est pas ça mon idée ! ».
Le plan de Kyle implique un bus, que les gamins retapent et customisent. Les gamins arrivent alors en bus devant le centre communautaire. Les parents croient que c'est pour les sauver. Mais les enfants font demi-tour... Cartman allume la sono et ils lancent une reprise du tube de Tupac, California Love, chantant combien c'est super d'aller en Californie. Les clochards les suivent et les enfants sauvent South Park d'envahissants sans-abri. Une fois en Californie, Cartman réussit l'exploit de sauter trois clochards. Et Stan termine l'épisode en demandant à Kyle ce qu'il trouve de bon à ce sport...